# Егон Цілль
Еґон Густав Адольф Цілль (нім. Egon Gustav Adolf Zill; нар. 28 березня 1906, Плауен, Саксонія, Німецька імперія — пом. 23 жовтня 1974, Мюнхен, Баварія, ФРН) — штурмбанфюрер СС і комендант концтаборів Гінцерт (1941—1942), Нацвейлер-Штрутгоф (1942) і Флоссенбюрг (1943).

## Життєпис
Народився 28 березня 1906 року у Плауені. Змалку почав працювати, оскільки його батько, син пивовара, був важко поранений під час Першої світової війни. Вивчився на пекаря, склавши 1923 року іспит на звання підмайстра. До 1927 року працював помічником пекаря. З 1927 по 1934 рік працював сторожем на фабриці з виготовлення штор.

### Служба в концтаборах
У віці сімнадцяти років вступив до НСДАП (№ 20063) та Штурмових загонів СА, згодом був зарахований до СС (№ 535). З травня 1934 року служив в охороні концтаборів Хонштайн і Заксенбург, а з жовтня 1934 року — в охороні концтабору Ліхтенбург. З 1 листопада 1936 до 31 липня 1937 року — шуцхафтлагерфюрер у концтаборі Ліхтенбург. Серед ув'язнених Цілль вважався жорстоким і непередбачуваним. Із серпня 1937 року був другим шуцхафтлагерфюрером у концтаборах Дахау і Бухенвальд. З 1 лютого 1938 року займав посаду ад'ютанта коменданта концтабору Ліхтенбург. З травня до вересня 1939 року обіймав ту саму посаду в концтаборі Равенсбрюк.
З 1 грудня 1939 року займав посаду першого шуцхафтлагерфюрера концтабору Дахау. З грудня 1941 по квітень 1942 року — комендант концтабору Гінцерт. Згодом став комендантом концтабору Нацвейлер. Із середини вересня 1942 по липень 1943 року — комендант концтабору Флоссенбюрг. Як комендант Цілль очікував, що його охоронці діятимуть з солдатською дисципліною, водночас підтримуючи ідею, що в'язням табору, які були індоктриновані нацизмом, має бути дозволено воювати за нацистську Німеччину в обмін на свободу. Його режим на посаді коменданта також відзначався надзвичайною жорстокістю, і, за свідченнями в'язнів, злочини Цілля включали прив'язування в'язнів до дерев, після чого він дозволяв своїм собакам здирати з них геніталії. У квітні 1943 року Цілля на посаді замінив Макс Кегель після того, як його визнали неефективним на посаді коменданта. Цей крок став наслідком листів зі скаргами на ім'я Фріца Заукеля від мешканців села про високий рівень життя охоронців табору та їхніх дружин на відміну від злиденного життя в селі, а також про культуру корупції серед охоронців.
У серпні 1943 року був призваний до військ СС і служив у 7-й добровольчій гірській дивізії СС «Принц Ойген», потім — у 23-й гірській дивізії СС «Кама». З погляду свого військового начальства Цілль не проявив себе: в оцінках це підтверджувалося відсутністю базової підготовки, а також недоліком військових і тактичних здібностей.

### Після війни
Після закінчення війни під Фленсбургом потрапив у британський полон. З вересня 1945 до осені 1950 року під ім'ям Віллі Зонтаг працював в автомобільному відділі британської армії. У 1951 році перестав користуватися чужим ім'ям і пізніше працював сторожем на спортивному майданчику в Гамбурзі. 26 серпня 1952 року було видано ордер на його арешт. Після восьми місяців пошуку Цілль був заарештований 24 квітня 1953 року. У 1955 році мюнхенський суд визнав його винним за двома пунктами звинувачення у підбурюванні до вбивства і засудив до довічного ув'язнення.
Однак у 1960 році Карл Капп, капо, якого Цілль нібито підбурював до вбивства двох в'язнів у 1940 році, був виправданий у вбивстві. Він стверджував, що обидва в'язні загинули випадково і що він не має жодного відношення до їхньої смерті. У відповідь на цей вирок Цілль отримав право на новий судовий розгляд. У грудні 1961 року його визнали винним за менш тяжким звинуваченням у співучасті у вбивстві та скоротили термін ув'язнення до 15 років. Цілль вийшов на волю в 1963 році. Попри його виправдання, офіційні особи відзначили, що він не виявив каяття за свою участь у злочинах в Дахау і що він поводився жорстоко по відношенню до інших в'язнів.
Після звільнення Цілль оселився в Дахау, де й помер у 1974 році.